# Banjica (Čačak)
Pour les articles homonymes, voir Banjica.
Banjica (en serbe cyrillique : Бањица) est un village de Serbie situé sur le territoire de la Ville de Čačak, district de Moravica. Au recensement de 2011, il comptait 316 habitants.

## Démographie

### Évolution historique de la population
| 1948  | 1953  | 1961 | 1971 | 1981 | 1991 | 2002 | 2011 |
| ----- | ----- | ---- | ---- | ---- | ---- | ---- | ---- |
| 1 046 | 1 025 | 888  | 658  | 562  | 489  | 400  | 316  |

|  |